# Otto Lange (Politiker, 1878)
Otto Lange (* 12. September 1878 in Lüttringhausen bei Remscheid/Westfalen; † 6. Februar 1953 in Wiesbaden; durch Verfügung des Regierungspräsidenten Wiesbaden vom 27. August 1945 vollständig: Otto Lange de Brünn) war ein deutscher Politiker, Bürgermeister von Nastätten (Landkreis Sankt Goarshausen/Provinz Hessen-Nassau) und Weißwasser/Oberlausitz.

## Leben
Langes Eltern waren Julius Lange und dessen Frau Julie, geb. Bechem. Er heiratete 1909 Klementine Kneib und bekam am 10. Mai 1911 in Nastätten seinen Sohn Lothar.

## Wirken

### Bürgermeister in Weißwasser
Nachdem Lange für einige Jahre Bürgermeister in Nastätten, Kreis Goarshausen/Hessen-Nassau, war, bewarb er sich im Frühjahr 1914 um den Posten als Bürgermeister der Industriegemeinde Weißwasser, die damals in der Preußischen Provinz Schlesien lag, und wurde unter 184 Bewerbern einstimmig gewählt. Sein Amt trat er am 16. Oktober des Jahres an. In der Zeit nach dem Ersten Weltkrieg sah er, dass die Beschaffung und Rationierung von Lebensmitteln und ihre gerechte Verteilung die wichtigste Aufgabe war, mit der die Not der zumeist lohnabhängigen Bevölkerung zu lindern war. Durch die Einteilung der Gemeinde in Wohlfahrtsbezirke, den Einsatz ehrenamtlicher Helfer und die Einrichtung von Gemeindeläden und Volksküchen gelang es, die Bedürftigen zu unterstützen, was ihm ein hohes Ansehen in der Bevölkerung verschaffte. 
In den ereignisreichen und unruhigen Jahren der jungen Weimarer Republik 1918 bis 1923 setzte er sich dafür ein, die gesellschaftlichen Veränderungen in geordneten Bahnen zu lenken. Als Mitglied der Mehrheitssozialdemokratie gelang es ihm, durch ein Bündnis mit dem Arbeiter- und Soldatenrat und Vertretern des Bürgertums, organisiert in der Deutschen Demokratischen Partei, sicherte er dem Ort eine gewisse politische Stabilität.
Lange betrieb eine aktive Politik gegen die NSDAP, hinderte sie durch Versammlungsverbote an Demonstrationen. Bei der Kommunalwahl 1929 erhielt die NSDAP keinen Sitz in der Gemeindevertretung und bis 1933 hatten die demokratischen Kräfte die absolute Mehrheit im Gemeinderat. Zur Verteidigung der Republik stellte er eine Schutzgruppe auf, die er an Handfeuerwaffen ausbilden ließ. Durch jährliche Feiern anlässlich des Verfassungstages am 11. August wollte er besonders jugendliche Einwohner zum Bekenntnis für die Demokratie gewinnen.
Durch eine Vielzahl von Arbeitsbeschaffungsmaßnahmen brachte er einen Großteil der Arbeitslosen der Gemeinde in Lohn und Brot, so dass sich die Not während der Weltwirtschaftskrise in Grenzen hielt. Durch billige Kredite gelang es ihm, das lange geplante, seinerzeit moderne und bis heute bestehende Abwassersystem Weißwassers zu schaffen. Durch seine Funktion innerhalb des Preußischen Landgemeindenverbandes konnte er zusätzlich finanzielle Mittel in die Landgemeinde holen, mit deren Hilfe die Wohnungsnot erheblich vermindert und die Infrastruktur ausgebaut werden konnte. Seine Erfahrungen machte er in Verbandsveröffentlichungen bekannt.

### Teilhabe an Gesetzgebung und in Verbänden
Bereits nach dem Ersten Weltkrieg war Lange führend an der Vereinigung verschiedener preußischer Gemeindeverbände und der republikanischen Orientierung des neu geschaffenen Verbandes Preußischer Landgemeinden beteiligt, und seit 1921 deren gewählter Vorsitzender. 1922 wählte ihn auch der Reichsverband Deutscher Landgemeinden zum 2. Vorsitzenden und 1925 zum 1. Vorsitzenden. In diesen Funktionen leistete er seinen Beitrag zur Durchsetzung des demokratischen Rechtssystems gegen konservative Restaurationsversuche. Schwerpunkte seiner Arbeit waren die bürgernahe Selbstverwaltung und eine grundsätzliche Steuerreform. Lange forderte, eine ausreichende Finanzausstattung der Kommunen, die sie in die Lage versetzte, ihre sozialen Aufgaben zu erfüllen. Beim Gesetz über die Auflösung der Gutsbezirke 1927 gelang es ihm, in langwierigen Verhandlungen, die Interessen der Gemeinden gegen feudale Vorrechte durchzusetzen. Er wirkte zudem am Gesetz über die Arbeitslosenversicherung 1927 mit. Seine Verbände entwickelten eine ganze Anzahl von Initiativen zur Beseitigung der Arbeitslosigkeit während der Weltwirtschaftskrise, die aber von der Regierung Brüning vollständig blockiert wurden. Die Naziregierung machte sich diese Vorarbeiten später zunutze.
Im März 1933 vertrieben ihn die Nazis als „Novemberverbrecher“ aus seinem Bürgermeisteramt, was durch das Gesetz zur Wiederherstellung des Berufsbeamtentums nachträglich legalisiert werden sollte. Lange wurde gleichfalls von den Genossen der KPD, die den demokratischen Prozess durch populistische Anträge und organisierte lärmende Auftritte zu stören suchten, und denen er ebenso offensiv entgegentrat, als „Sozialfaschist“ beschimpft und bekämpft.

### Nach dem Zweiten Weltkrieg
Als Gegner des Kommunismus war 1945 eine Rückkehr nach Weißwasser nicht möglich. Lange bot seine Dienste dem Regierungspräsidium in Wiesbaden an. Dort arbeitete er sich vom Referenten zum Regierungsdirektor hoch und war maßgeblich am Aufbau demokratischer kommunaler Strukturen beteiligt.
In seinem Nachruf 1953 wurde festgehalten, dass die deutsche Kommunalpolitik mit dem Tode Langes einen ihrer fähigsten Vertreter verloren hat.

## Werke
- Die Organisation der Landgemeinden und ihre Bedeutung. In: Der Heimatdienst 1928, S. 377–378.
- Ortsrecht für Weißwasser. Hrsg. Von Amts- und Gemeindevorsteher Bürgermeister Otto Lange, Weißwasser o. J. (1928).
- Vorwort und Mitarbeit in: Wilhelm Pfeiffer: Die Wohlfahrts- und Jugendfürsorge – ein Leitfaden, Berlin Landgemeindeverlag 1929. (DNB 577324896)